# Parik Rantang
Parik Rantang is een bestuurslaag in het regentschap Payakumbuh van de provincie West-Sumatra, Indonesië. Parik Rantang telt 4791 inwoners (volkstelling 2010).